# Diócesis de Río Branco
La diócesis de Río Branco (en latín: Fluminis Albi Superioris y en portugués: Diocese de Río Branco) es una circunscripción eclesiástica de la Iglesia católica en Brasil. Se trata de una diócesis latina, sufragánea de la arquidiócesis de Porto Velho. Desde el 24 de febrero de 1999 su obispo es Joaquín Pertíñez Fernández, de la Orden de Agustinos Recoletos.

## Territorio y organización
La diócesis tiene 102 595 km² y extiende su jurisdicción sobre los fieles católicos de rito latino residentes en 14 municipios del estado de Acre: (Sena Madureira, Manoel Urbano, Senador Guiomard, Assis Brasil, Brasiléia, Epitaciolândia, Río Branco, Capixaba, Rodrigues Alves, Plácido de Castro, Bujari, Porto Acre, Tarauacá, Acrelândia) y el municipio de Boca do Acre en el estado de Amazonas.
La sede de la diócesis se encuentra en la ciudad de Río Branco, en donde se halla la Catedral de Nuestra Señora de Nazaret.
En 2020 en la diócesis existían 41 parroquias.

## Historia
La prelatura territorial de Acre y Purús fue erigida el 4 de octubre de 1919 con la bula Ecclesiae universae del papa Benedicto XV, obteniendo el territorio de la diócesis de Amazonas (hoy arquidiócesis de Manaos). Originalmente era sufragánea de la arquidiócesis de Belém do Pará.
A partir del 10 de diciembre de 1926 tuvo el nombre de prelatura territorial de San Pellegrino Laziosi en Alto Acre y Purús, pero a partir del 26 de abril de 1958 volvió a su nombre original tras el decreto Ad exstantia del papa Pío XII; al mismo tiempo se colocó la sede del prelado en la ciudad de Río Branco, en donde se elevó a catedral a la iglesia de Nuestra Señora de Nazaret.
El 16 de febrero de 1952 pasó a formar parte de la provincia eclesiástica de la arquidiócesis de Manaos.
El 15 de febrero de 1986, en virtud de la bula Cum Praelaturae del papa Juan Pablo II, la prelatura territorial fue elevada a diócesis y asumió su nombre actual.
El 31 de agosto de 2001, en virtud del decreto Ad communem pastoralem de la Congregación para los Obispos, pasó a formar parte de la provincia eclesiástica de la arquidiócesis de Porto Velho.

## Estadísticas
Según el Anuario Pontificio 2021 la diócesis tenía a fines de 2020 un total de 488 800 fieles bautizados.
| Año                                                                             | Población            | Población | Población      | Sacerdotes | Sacerdotes    | Sacerdotes    | Bautizados por sacerdote | Diáconos permanentes | Religiosos | Religiosos | Parroquias |
| Año                                                                             | Bautizados católicos | Total     | % de católicos | Total      | Clero secular | Clero regular | Bautizados por sacerdote | Diáconos permanentes | Varones    | Mujeres    | Parroquias |
| ------------------------------------------------------------------------------- | -------------------- | --------- | -------------- | ---------- | ------------- | ------------- | ------------------------ | -------------------- | ---------- | ---------- | ---------- |
| 1949                                                                            | 100 000              | 100 000   | 100.0          | 8          |               | 8             | 12 500                   |                      | 9          | 15         | 5          |
| 1966                                                                            | 150 000              | 150 000   | 100.0          | 15         | 1             | 14            | 10 000                   |                      | 7          | 36         | 7          |
| 1968                                                                            | 145 000              | 150 000   | 96.7           | 15         | 3             | 12            | 9666                     |                      | 12         | 45         | 4          |
| 1976                                                                            | 190 000              | 265 000   | 71.7           | 13         | 2             | 11            | 14 615                   |                      | 14         | 55         | 8          |
| 1980                                                                            | 145 000              | 197 000   | 73.6           | 16         | 4             | 12            | 9062                     | 1                    | 18         | 65         | 9          |
| 1990                                                                            | 312 000              | 364 000   | 85.7           | 23         | 9             | 14            | 13 565                   |                      | 14         | 89         | 15         |
| 1999                                                                            | 357 000              | 425 000   | 84.0           | 17         | 7             | 10            | 21 000                   |                      | 10         | 71         | 18         |
| 2000                                                                            | 361 000              | 430 000   | 84.0           | 18         | 8             | 10            | 20 055                   |                      | 12         | 79         | 18         |
| 2001                                                                            | 396 000              | 472 329   | 83.8           | 20         | 9             | 11            | 19 800                   |                      | 13         | 79         | 19         |
| 2002                                                                            | 401 000              | 478 000   | 83.9           | 21         | 11            | 10            | 19 095                   | 1                    | 11         | 90         | 21         |
| 2003                                                                            | 347 042              | 433 803   | 80.0           | 24         | 10            | 14            | 14 460                   | 1                    | 18         | 95         | 21         |
| 2004                                                                            | 356 658              | 448 062   | 79.6           | 24         | 18            | 6             | 14 860                   | 1                    | 10         | 84         | 21         |
| 2010                                                                            | 369 000              | 491 000   | 75.2           | 34         | 21            | 13            | 10 852                   | 11                   | 25         | 93         | 27         |
| 2011                                                                            | 378 000              | 502 000   | 75.3           | 30         | 18            | 12            | 12 600                   | 23                   | 24         | 98         | 27         |
| 2014                                                                            | 443 000              | 589 625   | 75.1           | 33         | 23            | 10            | 13 424                   | 22                   | 19         | 86         | 32         |
| 2017                                                                            | 453 900              | 631 568   | 71.9           | 42         | 26            | 16            | 10 807                   | 28                   | 24         | 78         | 33         |
| 2020                                                                            | 488 800              | 680 111   | 71.9           | 38         | 22            | 16            | 12 863                   | 41                   | 23         | 67         | 41         |
| Fuente: Catholic-Hierarchy, que a su vez toma los datos del Anuario Pontificio. |                      |           |                |            |               |               |                          |                      |            |            |            |

## Episcopologio
- Próspero Maria Gustavo Bernardi, O.S.M. † (15 de diciembre de 1919-1 de febrero de 1944 falleció)
  - Sede vacante (1944-1948)
- Antônio Julio Maria Mattioli, O.S.M. † (10 de enero de 1948-13 de abril de 1962 falleció)
- Giocondo Maria Grotti, O.S.M. † (16 de noviembre de 1962-28 de septiembre de 1971 falleció)
- Moacyr Grechi, O.S.M. † (10 de julio de 1972-29 de julio de 1998 nombrado arzobispo de Porto Velho)
- Joaquín Pertíñez Fernández, O.A.R., desde el 24 de febrero de 1999